# Sphex mochii
Sphex mochii är en biart som beskrevs av Giordani Soika 1942. Sphex mochii ingår i släktet Sphex och familjen grävsteklar. Inga underarter finns listade i Catalogue of Life.